# Riedingerhaus

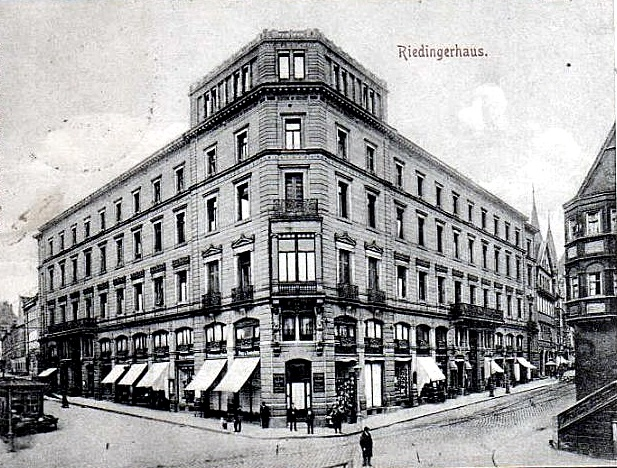
Riedingerhaus in Augsburg um 1900

Das Riedingerhaus war ein stadtpalastartiges Neurenaissancegebäude in der Augsburger Innenstadt. Es diente ursprünglich dem Unternehmer Ludwig August Riedinger und seiner Familie als repräsentativer Wohnsitz und wurde später als Verwaltungszentrale der Stadtwerke Augsburg genutzt. Ende Februar 1944 erlitt das Gebäude bei den Luftangriffen auf Augsburg durch den Einschlag mehrerer Bomben schwere Schäden. In der Nachkriegszeit wurde die Ruine schließlich vollständig abgetragen.

## Geschichte

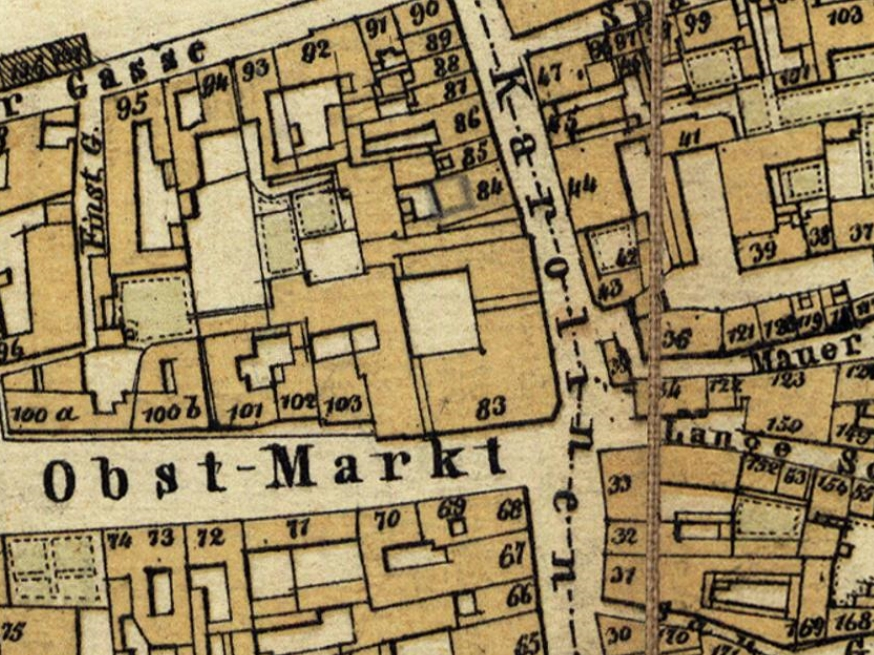
Das Riedingerhaus (Litera D 83) im Stadtplan von 1874

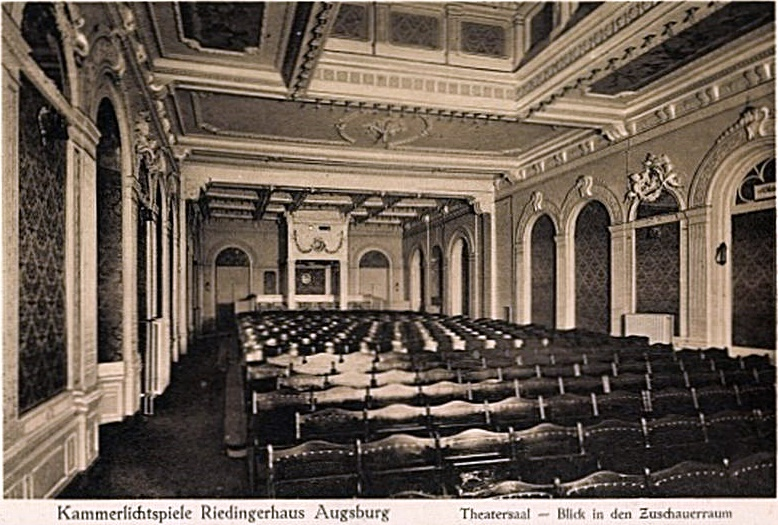
Theatersaal bzw. Kino um 1913

Im Jahr 1862 erwarb Ludwig August Riedinger das seit dem Mittelalter bestehende Imhofhaus (Litera D 83) an der Kreuzung Karolinenstraße/Obstmarkt und ließ Augsburgs letzten spätmittelalterlichen Patrizier-Stadtpalast kurz darauf abbrechen. Die Entwürfe für den repräsentativen Neubau, der von 1863 bis 1865 errichtet wurde, stammten von dem Münchner Architekten Gottfried von Neureuther.
Das prachtvolle und trutzig wirkende Wohn- und Geschäftsgebäude verfügte über einen großen Festsaal, der anfangs für private Theater- und Konzertaufführungen genutzt wurde. Nach dem Tod von Ludwig August Riedinger im Jahr 1879 übernahm sein Sohn August Riedinger das Gebäude und wandelte es in ein Geschäftshaus um. Zwischen 1912 und 1913 erfolgte der Umbau zum Filmtheater Kammerlichtspiele, das bis 1941 in Betrieb war und rund 380 Gästen Platz bot.
Im Jahr 1921 kaufte die Stadt Augsburg das Riedingerhaus und 1928 zog das städtische Betriebsamt (ab 1938 Stadtwerke) dort ein. Nach Beginn des Zweiten Weltkriegs wurde im Innenhof der sogenannte „Riedingerbunker“ mit einer meterdicken Betonplatte gebaut, um der Stadtführung als bombensichere Kommandozentrale zu dienen. Zuvor entfernte man den dort befindlichen Springbrunnen. Die Brunnenfiguren wurden in die außerhalb gelegenen Werkstätten der Stadtwerke gebracht.
Bei den Luftangriffen in der Nacht vom 25. auf den 26. Februar 1944 wurde das Riedingerhaus durch Brand- und Sprengbomben fast vollständig zerstört. Nur der Bunker blieb intakt und diente weiterhin Oberbürgermeister Josef Mayr, Stadtkommandant Generalmajor Franz Fehn und deren Stab als Führungszentrale.
Am 27. April 1945 nahm die Augsburger Freiheitsbewegung Kontakt mit der vorrückenden US-Armee auf und machte sie auf den Riedingerbunker aufmerksam. Oberbürgermeister Mayr teilte den heranrückenden Truppen telefonisch mit, dass die Stadt kampflos übergeben werde. In der Nacht zum 28. April 1945 führten Freiheitskämpfer einen Stoßtrupp der 3rd Infantry Division zum Bunker, wo Generalmajor Fehn festgenommen wurde. Damit endete die NS-Herrschaft in Augsburg ohne weitere Kampfhandlungen.
Die Überreste des Riedingerhauses wurden in der Nachkriegszeit vollständig beseitigt. 1948 erfolgte auch der Rückbau des Bunkers im ehemaligen Lichthof. Da zunächst die finanziellen Mittel fehlten, erfolgte eine Neubebauung der Fläche erst zwischen 1953 und 1955. Trotz heftiger Kritik verschiedener Augsburger Architekten entstand in dieser Zeit nach Plänen des damaligen Stadtbaurats Walther Schmidt die neue Verwaltungszentrale der Stadtwerke. Der Neubau ermöglicht – anders als zuvor das Riedingerhaus – eine durchgängige Sichtachse vom Rathausplatz zum Dom.

## Architektur

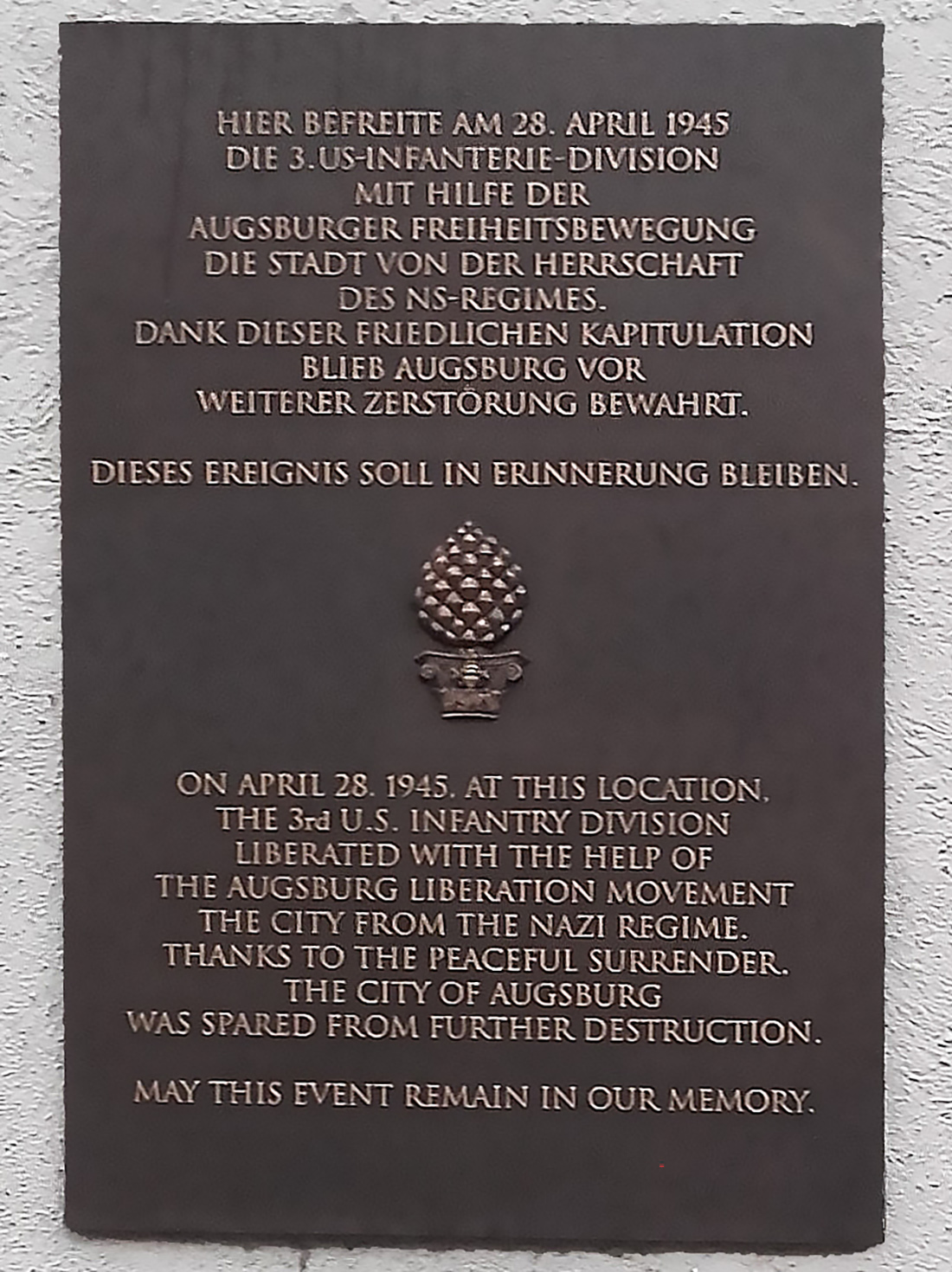
Gedenktafel zur Kapitulation Augsburgs am 28. April 1945

Das Eckgebäude im italienischen Neurenaissancestil war aus Granit und Sandstein errichtet und besaß vier Obergeschosse mit einem zusätzlichen Eckaufbau. Wie zuvor das Imhofhaus bildete auch das Riedingerhaus einen städtebaulichen Abschluss der reichsstädtischen Nord-Süd-Achse und trennte (vergleichbar dem ehemaligen Schwalbenecktor) die Bischofsstadt im Norden von der Bürgerstadt im Süden.
Im Inneren befand sich ein glasgedeckter Innenhof mit umlaufenden Arkadengängen und einem zentral angeordneten Springbrunnen aus rotem Marmor. Auf dem Brunnen thronte ab 1876 eine Germania-Figur aus der Königlichen Erzgießerei in München. Unterhalb der Germania-Figur waren vier kleinere Tierfiguren angeordnet.